# ケーブル・アンド・ワイヤレス
ケーブル・アンド・ワイヤレス（Cable & Wireless、1934年 - 2010年）は、海底ケーブルを主力に世界80カ国で事業展開した電気通信事業者である。略称はC&W。旧称は、イースタン・テレグラフ・カンパニー（大東電信会社）、IIC（Imperial and International Communications）。ジョン・ペンダーが創業したイースタン・グループの主力会社。イギリスの国策事業につき本社はイギリス国内にあり、主要な事業展開領域は、イギリス、ヨーロッパ大陸、カリブ海、パナマ、中東、マカオである。バークレイズとロスチャイルドを経営顧問とした。
子会社に電話会社マーキュリー・コミュニケーションズがありBTグループと競合していた。2010年、ケーブル&ワイヤレス・コミュニケーションズとケーブル&ワイヤレス・ワールドワイドに分社化され、後者は2012年7月いっぱいでボーダフォンに完全買収された。

## ペンダー帝国
ジョン・ペンダーはマンチェスターの木綿取引業者で、1852年、電信会社ブリティッシュ・アンド・アイリッシュ・マグネティック（BIM、British and Irish Magnetic）の重役らと金を出し合い、ロンドン・ダブリン間の電信を経営する会社を立ち上げた。これがケーブル・アンド・ワイヤレスの原点である。会社は1856年、大西洋電信会社（Atlantic Telegraph Company、1856年 - 1870年）となり、ペンダーが重役を務め、大西洋横断電信ケーブルを敷設した。しかし経営難で新規事業を自力で開拓できなくなった。
そこで1864年、ペンダーは大手ケーブルメーカーのガッタ・パーチャ・カンパニー とグラス・エリオット・アンド・カンパニー の二社合併を仲介し、テルコン（Telegraph Construction and Maintenance Company）を誕生させた。ところが翌1865年、2本目のケーブル敷設に失敗し、結局破綻してしまった。
ペンダーは新規にアングロ・アメリカン電信会社（Anglo-American Telegraph Company）を立ち上げた。テルコンは同社の助けで再建に成功し、失ったケーブル所有権を回復した。1866年には大西洋間ケーブルを敷設した。
1868年、イギリスの電信買収法による電信の国有化に伴い、イギリス政府は電信会社の株主らに800万ポンドの補償金を充当した。BIMも例外ではなかったが、しかし海外のケーブルは対象外であった。
1870年、大北電信会社と勢力圏を協定した。大北の営業圏は香港以北、大東は上海以南とした。営業圏の重なる香港-上海間は協定によって利益配分された。5月14日付タイムズ紙より。この談合は大北が長崎へ進出する足場となった。この頃、大東のケーブルはテルコンのそれとマルタで接続し、マルセイユへ連絡した。
1872年、グループの4社がペンダーを会長としてイースタン・テレグラフ・カンパニー（大東電信会社、Eastern Telegraph Company）へ統合された。この頃、大東電信の支配下にある海底ケーブルはポースカーノからジブラルタル、マルタ、スエズ運河、アデンを経由してボンベイに至る長さであった。1874年にポルトガル・ブラジル間のケーブルを傘下に収め、1878年に買収した。
1879年から第二次ボーア戦争にかけて、ペンダーは新会社を設立し、アフリカへケーブルを伸張した。
1889年、ペンダーは詐欺師のジャベツ・バルフォアと組んでMetropolitan Electric Supply Co. という電力会社を経営しており、この年に商務省からロンドン中心部の4箇所に電力の独占供給を許された。4箇所とは、リンカーン法曹院、コヴェント・ガーデン、メリルボーン、ブルームスベリー。こうした権益は送電網の合理化においてロンドンがベルリンに遅れる原因となった。

## 太平洋開発
1896年にペンダーが死去。ツィードデール侯爵が大東電信の会長となり、ペンダーの息子デニソンがマネージング・ディレクターとなった。
1899年にブラジル事業を統合、西部電信（Western Telegraph Company）を設立した。
1900年、イギリス・オーストラリア・ニュージーランド・カナダ四カ国政府が太平洋ケーブルの合資を決意し、テルコンが敷設契約を勝ち取った。これは1902年10月に竣工した。同年12月14日、大東が半分、大北が1/4出資する商業太平洋ケーブル会社（CPCC／Commercial Pacific Cable Company）がサンフランシスコとハワイを結ぶ初の太平洋横断電信ケーブルを敷設。翌1903年に、ハワイからミッドウェー経由でフィリピンまで延伸。日露戦争が終わってすぐの1905年9月、CPCCは日本政府と共同事業に合意し、日米間太平洋横断国際海底ケーブルの敷設作業を行い、開通させた。1906年8月1日の開通当日は明治天皇・セオドア・ルーズベルト間に祝賀電文の交換が行われた。ポーツマス条約締結後も新たな協約に基づいて共同事業は続けられた。

## 世界通信戦争
第一次世界大戦の間、海外のケーブルは英国政府に管理された。海軍・郵政庁（General Post Office）と連携し、ドイツ帝国・北米間の海底ケーブルを寸断、一時はドイツ帝国が所有する太平洋とインドシナ海のケーブルも使用不能にした。ヤップ島＝上海間のケーブルを切り取り、沖縄＝上海間に、青島市＝上海間は上海＝佐世保間に繋ぎ直した。
1919年、リオデジャネイロとアセンション島の間に、翌1920年ブラジルのサン・ルイスとバルバドスの間に海底ケーブルを敷設、後者はウエスタンユニオンがフロリダ経由でネットワークを構築できるようにした。ほどなくフロリダには投信を使った不動産投機熱が起こった。1925年、テルコンが技術革新（automatic regeneration）を成し、グリエルモ・マルコーニの無線と競争した。
1929年4月8日、大東電信会社がマルコーニ社および英国通信事業と合併してIIC（Imperial and International Communications）となった。世界恐慌の波紋が広がるなか、テレックスが発明され、アメリカのITT（International Telephone and Telegraph）との競争も激しくなった。1934年、IICからケーブル・アンド・ワイヤレスへ改称した。
1938年、第二次世界大戦突入時に、切断すべきドイツ・イタリアの海底ケーブルリストを作成した。イギリスは戦中ドイツ帝国のときのように、まずドーバー海峡のドイツからスペイン、ポルトガル、アゾレス諸島に伸びるケーブルを切断した。イタリアの宣戦布告を受けて、地中海と大西洋のイタリアケーブルを切断した。英国政府とは自社株を譲るほどの間柄で、代わりに郵政庁が開発した短波無線の特許を得た。翌1939年、ミュンヘン会談で検討されていた「監視計画」を開始。1920年の公職機密法に規定されていた権限を全世界に適用した。検閲、ケーブル監視、無線傍受により、エニグマ (暗号機) を除く世界の通信を監視下においた。
1940年2月から4月にかけて、英仏間で切断したケーブルの扱いについて協議した。社長のエドワード・ウィルショウがイギリス政府に建議、ドイツ・イタリア・フランスの大西洋ケーブルを切断し、新たに英国＝ジブラルタル＝アゾレス＝アメリカを連結するケーブルの敷設を主張した。フランスはイギリスの連合国であるはずだが、ケーブル・アンド・ワイヤレスはフランス領西アフリカとラゴス間のケーブルを切断した。

## 国有化と民営化
1945年6月、BBC会長のジョン・リース（レイス卿／John Reith, 1st Baron Reith）を議長として英連邦各地の自治領の代表者が集まり、
英連邦電気通信会議（CTO／Commonwealth Telecommunications Conference）が催され、ケーブル・アンド・ワイヤレスを国有化する計画の大枠が決定した。
5年後の1950年、ケーブル・アンド・ワイヤレスのイギリス国内における大部分の施設が国有化され、郵政庁に吸収された。しかし、1万5千マイル以上のケーブル網とコーンウォールのポースカーノはケーブル・アンド・ワイヤレスの手に残された。この中には、セイロン島・パキスタンおよび諸外国にある無線およびケーブル等の自己資産が含まれる。
1956年、イギリス郵政庁・AT&T・カナダ海外通信（Canadian Overseas Telecommunication Corporation）の三者共同事業により、オーバン (スコットランド)-クラーレンヴィル間に世界初の大洋横断電話ケーブルTAT-1 を完成した。1962-1967年、ケーブル・アンド・ワイヤレスがCOMPAC とSEACOM のために海底ケーブル敷設船Mercury を派遣。1969年に社史発行。1972年まで香港テレコム（HKT）をアジア太平洋事業の軸足としてきたケーブル・アンド・ワイヤレスだったが、翌年から北海油田や南米と関係した事業を展開し多角化した。1975年9月、OLUHOケーブルの建設保守協定を国際電信電話・Eastern Telecommunications Philippines の三社間で合意した。
1980年、当時のイギリスの首相であったマーガレット・サッチャーの民営化方針が打ち出され、翌年に政府が保有するケーブル・アンド・ワイヤレス株の半分を売却した。この時、ロスチャイルドは、フェランティによるケーブル・アンド・ワイヤレス株取得を支援した。
1982年2月、BTグループの対抗馬として、政府はマーキュリー・コミュニケーションズに通信事業のライセンスを与えた。同社はケーブル・アンド・ワイヤレスとバークレイズとBPの合弁事業であった。
1984年、ケーブル・アンド・ワイヤレスがバークレイズと郵政庁保有のマーキュリー株を買い戻した。1987年頃、マーキュリーがTDX Systems を完全買収した。1989年4月から翌1990年3月にかけて、ケーブル・アンド・ワイヤレスはイエメンとセイシェルに子会社をつくった。1990年10月、会長にデヴィッド・ヤング（David Young, Baron Young of Graffham）が就任した。

## C&W 継承戦争
1997年初頭、ケーブル・アンド・ワイヤレスはドイツのフェバ社（VEBA）およびRWEとの提携関係を解消した。この年にパナマの電話公社を買収しようとしたり、スプリントとの合併が噂されたりした。翌1998年ワールドコムに再編されるMCI（MCI Inc.）のインターネット事業を買収した。
1999年、日本の通信会社である国際デジタル通信（IDC）に買収提案を実施。既にIDCとの統合を決めていた日本電信電話（NTT）との競合となったが、NTTが買収を断念したため、IDCの買収に成功。社名をケーブル・アンド・ワイヤレスIDC（C&W IDC）に変更した。
2000年、ケーブル・アンド・ワイヤレスがハイパーリンク・インタラクティブ（現・ウェブテクノロジーグループ）を買収。2001年、倒産したエクソダス（Exodus Communications）を買収。MP3.com も参照。
2004年3月、アメリカの国内事業を売却するが、国際通信事業は継続。同年6月、ヴィヴェンディからモナコテレコム株55%を1億6200万ユーロで買収する合意を発表（モナコ#経済）。同年8月、資金決済システムにおけるスイフトネット独自の運用コードと協調稼動していたことをケーブル・アンド・ワイヤレス側が発表。スイフト側は、「こうした連携が産業での資金運用を分かりやすくしてくれるので、金融機関はスイフトネットを使った投資にレバレッジを一層かけやすくなる」とコメントした。同年10月、日本法人であったC&W IDCは、国内事業部門のIDCをソフトバンクグループに売却した（現・IDCフロンティア）。
2005年2月、日本法人をC&W UKとする。日本支店を千代田区大手町に置き、国際通信サービスを提供中。同年、子会社エネルギス（Energis）に5億9400万ポンドを投資。
2007年2月、ウェブテクノロジーグループなどを売却。
2010年、カリブ海・ラテンアメリカ諸国事業を分離して、ケーブル&ワイヤレス・コミュニケーションズ（Cable & Wireless Communications/CWC）に移管、ケーブル&ワイヤレス・ワールドワイド（Cable & Wireless Worldwide/CWW）となったが、経営がうまくゆかず、結局CWWはボーダフォンに買収された。
2013年、CWCはマカオ事業を栄毅仁創立のシティック（CITIC Group）に売却した。2014年にはモナコテレコムをフランスのザヴィエル・ニール（Xavier Niel）に4億4500万ドルで売った。そしてBPのフィル・ベントレー（Phil Bentley）がCEOとなった。
2015年、リバティ・グローバルが82億ドルでCWCに買収を申し出た。リバティ・グローバルの会長ジョン・マローン（John C. Malone）は、2013年にCWCがコロンブス・インターナショナルを買収するのに資金を出しており、そのときに相当数のCWC株を取得している。この案件は2016年4月20日、CWCの株主総会で賛成を得た。

## 名称の推移と子会社
- British and Irish Magnetic (BIM、1857) - British Telegraph Company (1852)、English and Irish Magnetic Telegraph Company (1853)が統合
  - Atlantic Telegraph Company (大西洋電信会社、1856 - 1868)  
    - Telegraph Construction and Maintenance Company (1864)  - Gutta Percha Company、Glass, Elliot & Coが統合。電気通信法が施行（Telegraph Act、1963）。
    - Anglo-American Telegraph Company (1865）
- Eastern Telegraph Company (大東電信、1872）- グループ4社が統合
  - Eastern and South African Telegraph Company (1879)
  - African Direct Telegraph Company (1885)
  - West African Telegraph Company (1885)
  - Western Telegraph Company (西部電信、1899) - Brazilian Submarine Telegraph Company (1873)、Western and Brazilian Telegraph (1873)を統合
  - Commercial Pacific Cable Company（太平洋商業ケーブル会社、1901）- 大東・大北の合弁。1905年に日本政府と共同事業契約。
- Imperial and International Communications（IIC、1929）- 大東、マルコーニ社、英国通信事業が合併
- Cable and Wireless (1934)
- Cable and Wireless (1945) - 国有化
- Cable and Wireless (1984) - 民営化